# 황보름별
황보름별(1999년 12월 21일 ~ )은 대한민국의 배우이다. 2020년 웹드라마 《소녀의 세계》, 단편 영화 《출발, 선》으로 데뷔했다

## 학력
- 경산여자고등학교 (졸업)
- 영남대학교 국어국문학 (휴학)

## 출연 작품

### 드라마
- 2020년 tvN D 웹 드라마 《소녀의 세계》 ... 임유나 역
- 2020년 INSSAOPPA G 인싸오빠 《Can I Step In》 ... Alex Soo Kyung 역
- 2021년 tvN D 웹 드라마 《소녀의 세계 2》 ... 임유나 역
- 2021년 KBS2 수목드라마 《학교 2021》 ... 강서영 역
- 2023년 SBS 월화 미니시리즈 《꽃선비 열애사》 ... 반야/임서현 역
- 2023년 tvN 토일드라마 《마에스트라》 ... 이루나 역
- 2025년 wavve, 왓챠 드라마 《찌질의 역사》 ... 최희선 역
- 2025년 KBS Joy 월화드라마 《디어엠》 ... 최로사 역
- 2025년 MBC 금토드라마 《노무사 노무진》 ... 조은영 역

### 영화
| 연도   | 제목     | 역할      | 참고     |
| ------ | -------- | --------- | -------- |
| 2020년 | 출발, 선 | 선이      | 단편영화 |
| 2024년 | 전,란    | 종려 아내 |          |

## 수상 및 후보
| 연도 | 시상식       | 부문        | 작품      | 결과 |
| ---- | ------------ | ----------- | --------- | ---- |
| 2021 | KBS 연기대상 | 여자 신인상 | 학교 2021 | 후보 |